# Marko Majstorović (slikar)
Marko Majstorović (Zagreb, 25. veljače 1964.) hrvatski je akademski slikar i umjetnički fotograf. 

## Životopis
Školu za primijenjenu umjetnost završio je u Splitu na odjelu za dekorativnu obradu kamena 1982. godine. Na Akademiji likovnih umjetnosti u Zagrebu diplomirao je slikarstvo 1988. u klasi prof. Vasilija Jordana. Kao student dobio je rektorovu nagradu za slikarstvo. Godine 1993. odlazi na studijsko usavršavanje na Cite internationale des arts u Parizu kao najbolji mladi umjetnik u klasi.[nedostaje izvor]

### Izložbe
- 1982., Split – Galerija »Nije važno« izložba crteža
- 1985., Zagreb – Galerija DDT izložba slika i objekata »Istraživanje likovnog jezika« (sa Sonjom Hržina i Tamarom Ukraincik)
- 1990., Zaprešić – Galerija »Rotonda« izložba slika Život u dvorcu
- 2005., Split – Salon »Galić« izložba slika Sljepcev vrt – pozdrav iz Egolanda
- 2010., Split – Dioklecijanovi podrumi izložba slika Statements – Izjave
- 2013., Zagreb – Galerija »Obsieger«, izložba slika Rječotvorstvo

## Vanjske poveznice
- Slikarska djela Marka Majstorovića HULU Split